# 奥尔塞尼戈
奥尔塞尼戈（義大利語：Orsenigo），是意大利科莫省的一个市镇。总面积4.5平方公里，人口2750人，人口密度611.1人/平方公里（2009年）。ISTAT代码为013170。